# Catagramma cobaltinus
Catagramma cobaltinus är en fjärilsart som beskrevs av Peter William Michael 1931. Catagramma cobaltinus ingår i släktet Catagramma och familjen praktfjärilar. Inga underarter finns listade i Catalogue of Life.